# Lennart Kihlberg
Lennart Kihlberg, född 1918 i Säffle, död i maj 2013, var en svensk skeppsmäklare och skeppsredare.
Lennart Kihlberg var son till maskinisten Fridolf Kihlberg och växte upp i Göteborg. Han utbildade sig till reservofficer i flottan under andra världskriget. Efter studentexamen utbildade han sig till officer i flottan, där kvarstod han som reservofficer. Han arbetade efter examen 1944 från 1946 inom svärfaderns Skandinaviska fartygsagenturer. Han grundade senare Kihlbergs Rederi AB, som 1952 blev Kihlship AB och senare Kihlinvest, och som 1949 köpte Ångbåts AB Kalmarsund med dotterbolaget Kalmar varv.

## Biografi[2]
- Lennart Kihlberg: Köp och försäljning av tonnage, Föreningen Sveriges flotta, Sjöfartsskolan, Stockholm 1969
- Lennart Kihlberg och Krister Bång: En rundvandring i sjöfart - men ett varv för mycket – Lennart Kihlberg berättar, Breakwater Publishing, Göteborg 2011, ISBN 9789186687052